# Corelli (canción)
Corelli es un tema instrumental que ocupa la cara B del sencillo Sol de medianoche del grupo Los Pekenikes, y es donde más patente se muestra el trabajo de los nuevos componentes, ya que el tema lo firma Vicente Gasca en conjunto con dos de los originales. Y se ve en este tema uno de los mejores trabajos en su grabación. Es un homenaje al músico barroco Corelli, homenaje en consonancia con la adoración de la música barroca que primaba en esos tiempos en el pop.
Félix Arribas y Vicente Gasca serían dos de Los Pekenikes más longevos en el grupo.

## Miembros
- Alfonso Sainz - Guitarra.
- Lucas Sainz - Guitarra.
- Ignacio Martín Sequeros - Bajo eléctrico.
- Tony Luz - Guitarra eléctrica.
- Félix Arribas - Batería, bongó.
- Pedro Luis García - Trompeta, flauta y trombón.
- Vicente Gasca - Trompeta con sordina y sin ella..